# Luke Messer
Allen Lucas "Luke" Messer, född 27 februari 1969 i Evansville i Indiana, är en amerikansk jurist och republikansk politiker. Han är ledamot av USA:s representanthus sedan 2013.
Messer avlade 1991 kandidatexamen vid Wabash College 1991 och juristexamen vid Vanderbilt University 1994.
Han blev invald i representanthuset i kongressvalet 2012.
Den 26 juli 2017 meddelade Messer att han skulle ställa upp i senatsvalet år 2018 i Indiana. Han misslyckades i primärvalet den 8 maj och förlorade till Mike Braun.